# Bucătăria macedoneană

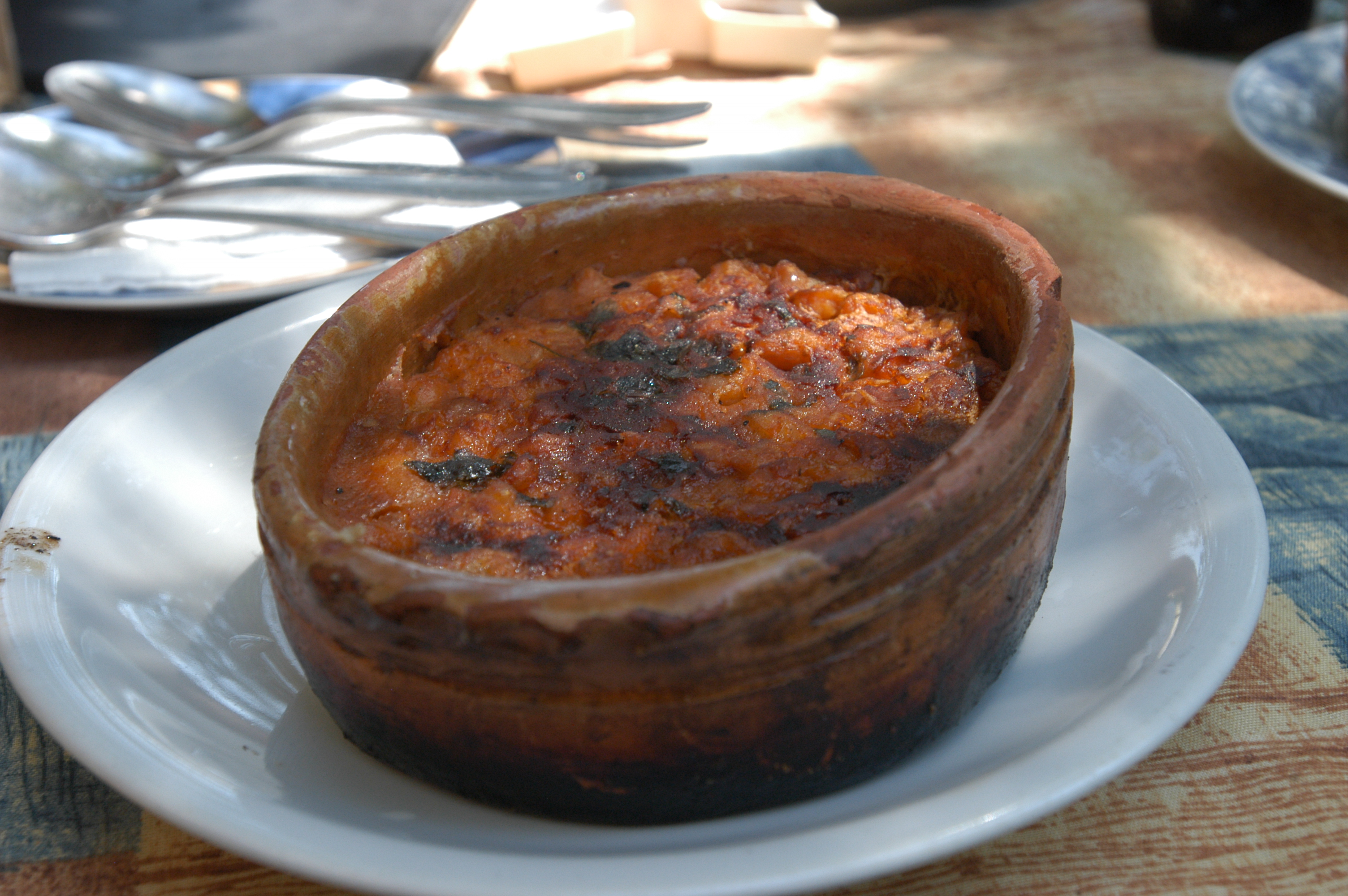
Tavče gravče, mâncarea națională a Macedoniei de Nord

Bucătăria macedoneană, bogată prin varietate și arome, este una reprezentativă pentru Balcani, având puternice influențe turcești, grecești, dar și din Orientul Mijlociu și, într-o mai mică măsură, italienești, mediteraneene și ungurești. Bucătăria macedoneană este cunoscută în mod deosebit pentru utilizarea ardeiului gras roșu, a fasolei și pentru produsele de patiserie. Climatul relativ cald al țării oferă condiții excelente de creștere pentru o varietate de legume, ierburi și fructe. Bucătăria macedoneană se remarcă, de asemenea, prin diversitatea și calitatea produselor sale lactate, vinurilor și băuturilor alcoolice locale, cum ar fi rakija. Tavče gravče (echivalenta fasolei la ceaun din România) este considerată mâncarea națională a Macedoniei de Nord.

## Mâncăruri

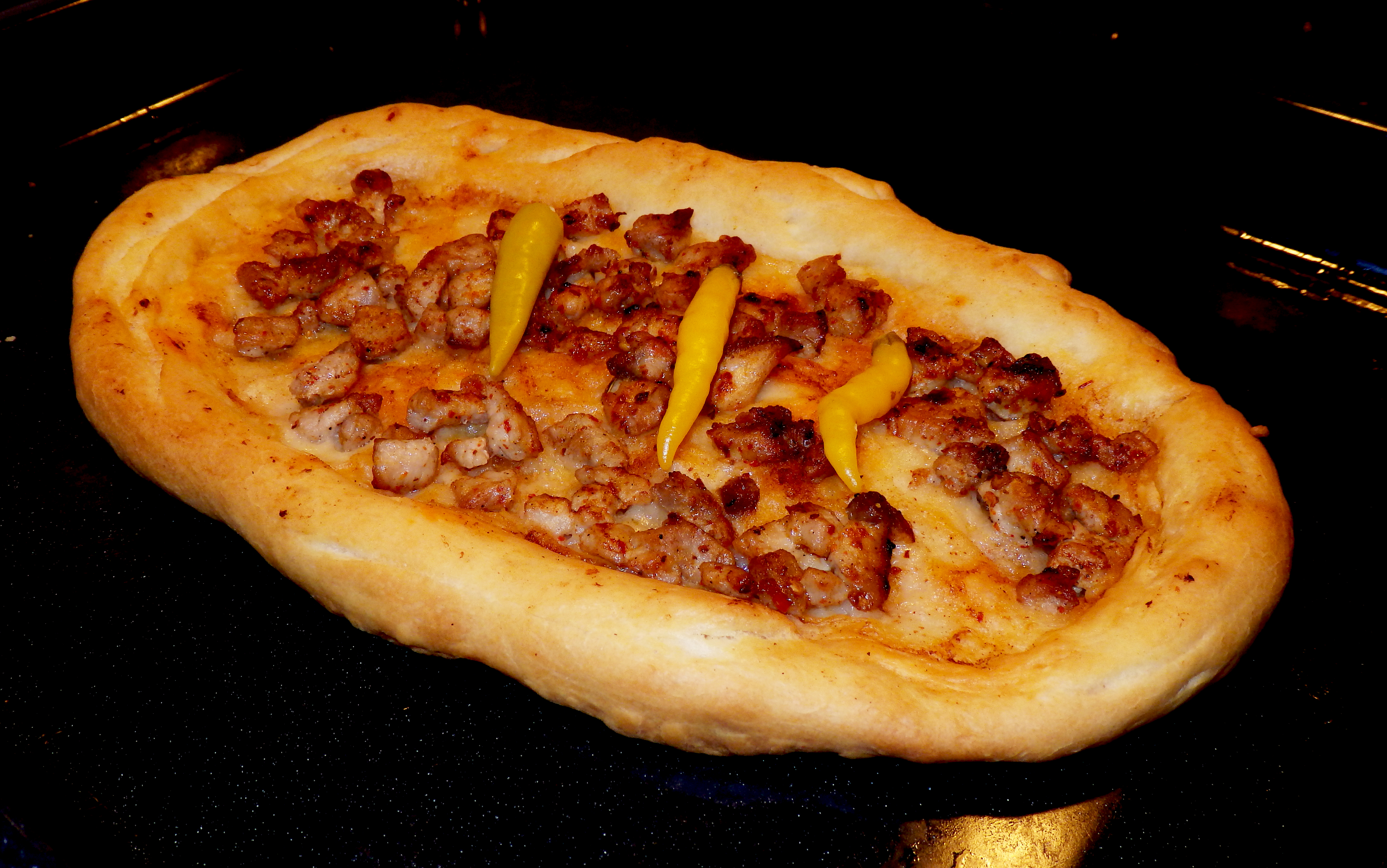
Pastrmajlija

- Ajvar (asemănătoare cu zacusca românească)
- Burek
- Chorba od kopriva (ciorbă de urzici)
- Kachamak (terci de porumb, cunoscut și ca bakadarnik)
- Kebapi
- Kisela zelka și rasolnica (varză acră)
- Kompir mandza (o tocană de cartofi cu carne)
- Malidzano (salată de vinete cu brânză sirenje, nuci, usturoi și condimente)
- Mekici
- Musaka
- Pastrmajlija
- Pindzur
- Pita
- Pleskavica (cunoscută și ca sharska sau ajducka)
- Polneti piperki (ardei umpluți, de obicei, cu orez sau orez cu carne)
- Popara
- Sarma
- Selsko meso (friptură de vită, porc sau miel cu ciuperci, vin alb și brânză galbenă deasupra, de obicei pregătită în vase de lut)
- Sharplaninski ovchi sau kashkaval (brânză tare, din lapte de oaie, specifică Munților Šar)
- Shirden și kukurek
- Tarator
- Tavče gravče
- Turli tava
- Zelnik

## Deserturi
- Baklava
- Kadaif
- Kompot
- Lokum
- Med
- Palačinki
- Tulumba

## Băuturi

### Cafea
Macedonia are o cultură a cafelei bine dezvoltată, iar cafeaua turcească este de departe cea mai populară băutură de cafea. Cu peste 5.000 de unități în toată țara, cafeneaua tradițională macedoneană – kafana – este unul dintre cele mai comune locuri pentru a servi o ceașcă de cafea. Cu toate acestea, din cauza stereotipurilor negative în jurul kafana, mulți tineri preferă să-și bea cafeaua în localurile pe stil occidental.
Din zilele Imperiului Otoman și până în prezent, cafeaua a jucat un rol important în stilul de viață și cultura macedoneană. Servirea și consumul de cafea au avut un efect deosebit asupra obiceiurilor de logodnă și gen, interacțiunilor politice și sociale, rugăciunii și ospitalității. Deși multe dintre ritualuri nu se mai practică în ziua de azi, cafeaua a rămas o parte integrantă a culturii macedonene.
Alte băuturi de cafea, precum latte, caffè mocha sau cappuccino, devin din ce în ce mai populare, odată cu deschiderea cafenelelor de lux. Muncitorii și oamenii de afaceri au contribuit la popularizarea cafelei instant (în special frappé).

### Alcoolice

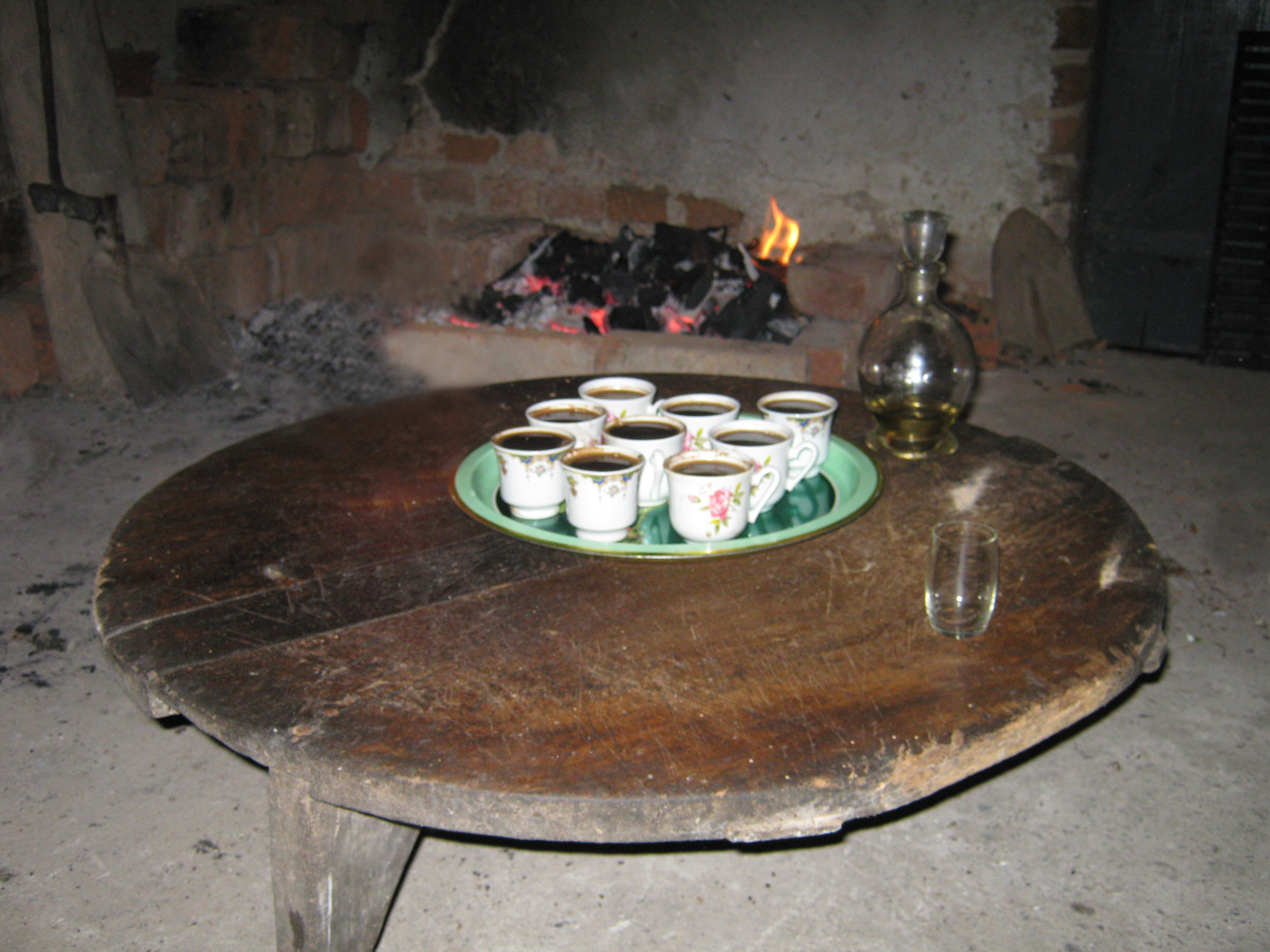
Rakija

Rakija este băutura tradițională macedoneană. O băutură alcoolică foarte puternică (50–60% alcool), rakija se obține prin distilarea fructelor fermentate. Gustul acesteia este deseori îmbogățit cu diferite ierburi sau cu nuci. Alte băuturi alcoolice populare în Macedonia sunt mastika și boza. În mod tradițional, vinul alb se consumă vara, iar cel roșu iarna.